# Antoni Francesc Gaspar Ramos
Antoni Francesc Gaspar Ramos   (Faura, 6 de desembre de 1973), conegut simplement com a Toni Gaspar, és un polític socialista valencià, president de la Diputació de València (2018-2023), alcalde del municipi de Faura (Camp de Morvedre) (2003-2023) i diputat a les Corts Valencianes a la XI legislatura (2023-2027).

## Trajectòria professional i política
Llicenciat en Ciències Econòmiques i Empresarials per la Universitat de València l'any 1999, amb l'especialitat d'Economia Pública, es va formar també com a Operador de Transports en la Conselleria de Transports de la Generalitat Valenciana. A més, ha cursat el Programa de Lideratge per a la gestió Pública d'IESE Business School Universitat de Navarra.
Respecte a la seua trajectòria professional, ha exercit càrrecs de responsabilitat en diverses empreses, on ha passat pels departaments de Comptabilitat i Administració, entre d'altres. Actualment és empleat de caixa d'estalvis.
En l'àmbit polític és regidor de l'Ajuntament de Faura des de l'any 1995, on assumeix les delegacions de Cultura del govern del Partit Socialista del País Valencià (PSPV-PSOE). Les eleccions de l'any 2003 suposen el salt a la primera línia de la política municipal en ser investit alcalde de Faura, amb quasi un 60% dels vots. Càrrec que revalida en 2007, amb un 60,43%; en 2011, amb un 60,01%; i en 2015, amb un 63,23% dels vots.
En 2011, és elegit, a més, diputat provincial pel partit judicial de Sagunt (València). Exerceix com a portaveu del Grup Socialista en la Diputació de València fins a la seua substitució en 2013 a causa del seu enfrontament amb la direcció del partit amb Ximo Puig al capdavant. Posteriorment va presentar la seua candidatura a la secretaria provincial del PSPV i va perdre enfront del candidat al qual donava suport la direcció nacional, José Luis Ábalos.
L'any 2014 va presentar-se a les primàries del PSPV per a triar qui seria el candidat socialista a la presidència de la Generalitat Valenciana i va tornar a perdre, ara enfront de Ximo Puig, que arribarà a presidir la Generalitat després de les eleccions de 2015. Gaspar romangué a la Diputació de València i va ser designat vicepresident segon de la Diputació i responsable de l'àrea d'Hisenda. Va accedir a la presidència de la corporació provincial després de la dimissió de Jorge Rodríguez el juliol de 2018, dimissió relacionada amb la detenció d'aquest en el marc del cas Alqueria per presumptes delictes de prevaricació administrativa i malversació de cabals públics. Toni Gaspar va ser triat amb els vots del PSPV-PSOE, Compromís, Esquerra Unida i València en Comú. Va repetir al capdavant de la Diputació després de les eleccions de 2019.
A les eleccions municipals de 2023 no va optar a la reelecció a l'alcaldia de Faura i, per tant, va perdre la condició de diputat provincial. Va aconseguir l'acta de diputat a les Corts Valencianes a les eleccions celebrades també el maig del 2023 en ocupar la setena posició en les llistes socialistes per la circumscripció de València.